# Emil Hultmark
Emil Fredrik Gottfrid Hultmark, född den 15 december 1872 i Skeda socken, Östergötland, död den 31 december 1943 i Stockholm, var en svensk konsthistoriker, samlare och mecenat.

## Biografi
Hultmark föddes och växte upp i en lärarfamilj och tog studentexamen i Linköping. Han bedrev därefter studier i konsthistoria vid Uppsala universitet 1892–97 och gjorde studieresor i Europa 1897–1900. Han fortsatte sina studier i konst- och litteraturhistoria bland annat vid universiteten i Berlin, London och Heidelberg innan han skrevs in vid universitetet i Bern 1905 och där disputerade för filosofie doktorsgrad i juli 1906 på en avhandling om Carl Fredric von Breda.
År 1907 bosatte han sig i Stockholm och arbetade där och i London 1908 med att utarbeta en beskrivande porträttkatalog till sin avhandling om Breda, vilken utkom 1915. År 1910 visades han i Wien för att  samla in uppgifter om svenska konstnärer i utlandet. Han förberedde även ett lexikon över svenska miniatyrmålare, ett arbete som han dock aldrig avslutade, efter att Ernst Lemberger 1912 utgivit Die Bildnis-Miniatur in Skandinavien. Åren 1912—20 publicerade han mindre konsthistoriska artiklar huvudsakligen behandlande svenska konstnärer under 1700-talet i Svenska Dagbladet och Dagens Nyheter samt medverkade i tidskrifter och lexika.
Hultmark skapade en av Sveriges största privata konstsamlingar. Som samlare intresserade han sig först för svenskt måleri från främst 1600- och 1700-talen, senare utökat med en rad verk från 1800-talet och några från det moderna genombrottet 1909. Samlingen kompletterades också med europeiskt måleri och med ett mindre antal skulpturverk. Utsökta möbler och konsthantverksalster fyllde också hemmen i Stockholm och egendomen Sjögestabro i Östergötland. Särskilt kan nämnas hans samling av svenskt silver och 1700-talsfajans. Från 1920-talet blev han en passionerad samlare av östasiatiskt konsthantverk och orientalisk konst.